# 圣味增爵圣殿 (坎图)
圣味增爵圣殿是一座罗马天主教宗座圣殿,位于意大利北部伦巴第大区科莫省坎图的加利亚诺村。这座罗马式建筑建于1007年，于1933年至1934年修复。教堂外立面简单，粗石砌筑，没有装饰。教堂旁边是一座现代建造的圣洗者若翰洗礼堂，灵感来自于9世纪米兰的圣沙弟乐圣母堂。

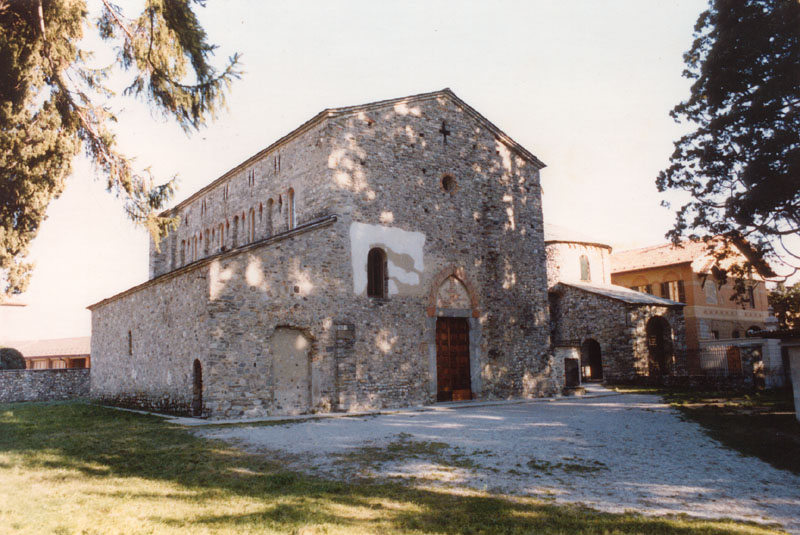
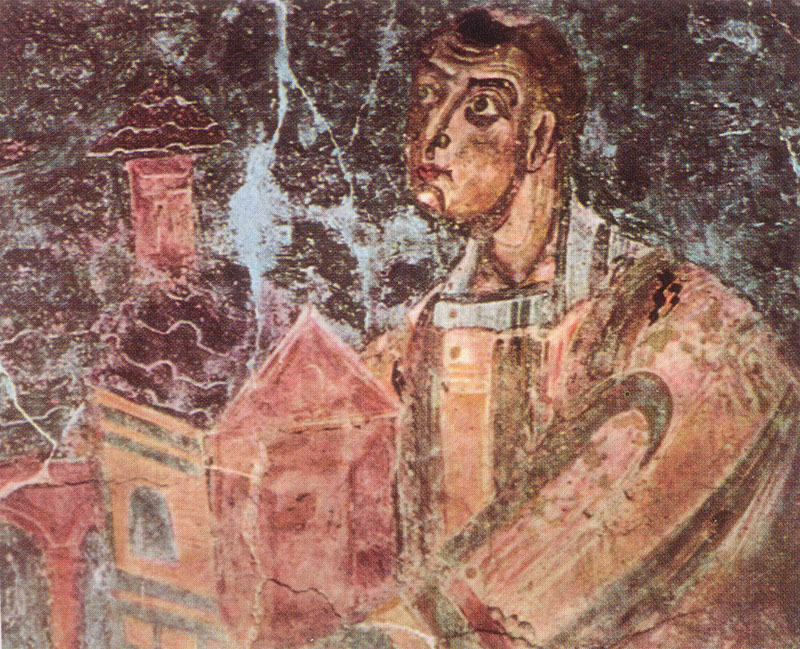
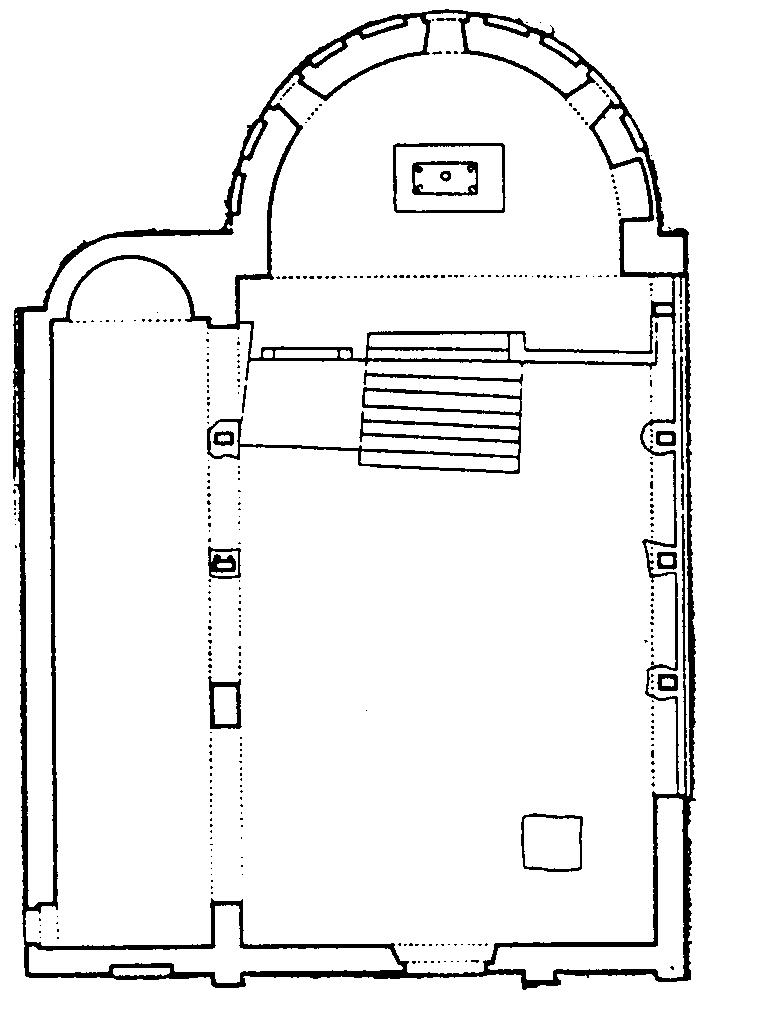